# Muharrem İnce
Muharrem İnce (* 4. května 1964 Elmalık Yalova) je turecký politik, spisovatel a učitel. Od roku 2002 je poslancem tureckého parlamentu za Republikánskou lidovou stranu. Ve volbách v letech 2002, 2007 a 2011 i v červnových a listopadových volbách v roce 2015 kandidoval v rodné provincii Yalova. V září 2014 a v únoru 2018 neúspěšně kandidoval na předsedu strany proti Kemalu Kılıçdaroğluovi. Dne 4. května jej ale strana oficiálně vyhlásila za svého kandidáta pro červnové prezidentské volby.